# Nahuel Lopez
Nahuel Lopez (* 2. März 1978 in Hamburg) ist ein deutsch-chilenischer Regisseur und Filmproduzent.

## Leben
Nahuel Lopez absolvierte eine Lehre als Werbekaufmann und nahm anschließend ein Studium der Politikwissenschaften in Hamburg auf. Parallel dazu begann er als freier Journalist für verschiedene Verlage wie Gruner & Jahr und die Verlagsgruppe Milchstraße zu arbeiten. 2005 machte er ein Volontariat bei der TV-Produktionsfirma Cinecentrum (u. a. „Soko Wismar“ und NDR-„Tatort“).
Bis 2009 arbeitete Lopez dann als Redakteur für die ARD-Sendung Beckmann, danach war er Redaktionsleiter der ZDF-Sendung Markus Lanz. Von 2007 bis 2014 schrieb Lopez zudem als Autor für das Feuilleton der Frankfurter Allgemeine Sonntagszeitung. 2013 erschien sein Buch Das Paradies ist die Hölle, über seine Reise zu den Mapuche, der indigenen Volksgruppe Chiles.
Mit der Granvista Media gründete er schließlich seine eigene Filmproduktion, mit der er unter anderem Werbe- und Imagefilme (u. a. Volvo, Zalando) realisiert. Sein erster Langfilm als Regisseur ist der Dokumentarfilm El Viaje. Darin begleitete er den aus Chile stammenden Musiker Rodrigo González, Bassist der Band Die Ärzte, auf dessen Suche nach seinen musikalischen Wurzeln in Chile. 2016 startete El Viaje in den Kinos. Der Film wurde weltweit auf Festivals aufgeführt. 2017 folgte mit Daniel Hope – Der Klang des Lebens Lopez zweiter internationaler Kinofilm über den britischen Geiger Daniel Hope. Der Dokumentarfilm hatte seine Weltpremiere beim Zurich Film Festival und feierte seine Deutschlandpremiere im Oktober 2017 in Essen. In der ersten Woche stieg der Film in die Top 10 der Arthouse-Kinocharts ein. 2018 veröffentlichte Nahuel Lopez mit Vor dem Knall eine Non-Profit-Dokumentation über den G20-Gipfel in Hamburg 2017. Im Jahr 2022 erschien der Film Dear Memories über den Fotografen Thomas Höpker und wurde beim DOK.fest München mehrfach nominiert.
Lopez lebt und arbeitet in Hamburg.

## Filmografie (Auswahl)
- 2016: El Viaje (Kino-Dokumentarfilm)
- 2017: Daniel Hope – The Sound of Life (Kino-Dokumentarfilm)
- 2018: Vor dem Knall (Dokumentarfilm)
- 2022: Muspilli (Fernsehserie)
- 2022: Dear Memories – Eine Reise mit dem Magnum-Fotografen Thomas Hoepker